# Andreas Sigismund Marggraf

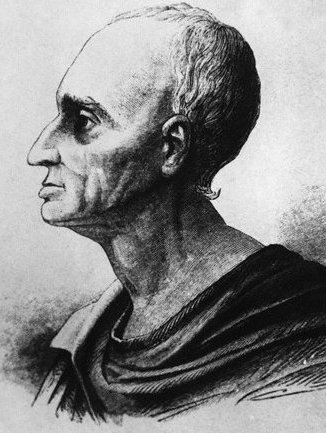
Andreas Sigismund Marggraf (omkring 1770).

Andreas Sigismund Marggraf, född 3 mars 1709 i Berlin, död där 7 augusti 1782, var en tysk kemist.
Marggraf var son till apotekare Henning Christian Marggraf (1680-1754), som ägde ett apotek i Berlin och föreläste vid Collegium Medico-Chirurgicum (medicinsk-kirurgisk skola). Andreas kom i kontakt med farmaceutiska och medicinska företag tidigt och började studera vid läkarutbildningen 1725. Han studerade med Caspar Neumann i Berlin, men han träffade även farmaceuter i andra städer, bland annat Frankfurt och Strassbourg. Han deltog också i föreläsningar vid universitetet i Halle. Andreas arbetade i sin fars apotek där han koncentrerade sitt arbete på kemi.
Marggraf blev 1760 direktör för den fysikaliska klassen av Berlins vetenskapsakademi. Han var en framstående kemist och analytiker, bekant genom ett stort antal undersökningar, genom vilka han uppdagade de utmärkande egenskaperna hos till exempel aluminiumoxid och magnesium. Av stor betydelse för industrin blev hans upptäckt, att vitbetan innehåller socker.